# Duitstalige Gemeenschapsverkiezingen 2009/Kandidatenlijst/ProDG
Dit is de kandidatenlijst van ProDG voor de Duitstalige Gemeenschapsraadverkiezingen van 2009. De verkozenen staan vetgedrukt.

## Effectieven
1. Oliver Paasch
2. Lydia Klinkenberg
3. Harald Mollers
4. Petra Schmitz
5. Maik Göbbels
6. Mona Derwahl-Hunds
7. Elmar Heindrichs
8. Nadima Keutgen-Choudna
9. Alfons Velz
10. Marc Keller
11. Jean-Marc Schmitz
12. Karl-Heinz Reuter
13. Ingrid Lentz-Hahn
14. Marc Lazarus
15. Rainer Lentz
16. Karin Messerich
17. Anne Schröder
18. Carine Gentges
19. Elke Heck-Comoth
20. Myriam Garcia-Naftaniel
21. Jessica Demonthy
22. Marco Zinnen
23. Freddy Cremer
24. Nina Reip
25. Gerhard Palm